# Nyanga (Le Cap)
Nyanga est un township d'Afrique du Sud, situé dans les Cape Flats à l'est de la ville du Cap. Il est administrativement directement rattaché à la municipalité métropolitaine de la ville du Cap.

## Étymologie
Le nom de Nyanga signifie lune en xhosa.

## Localisation
Nyanga est située à 26 km à l'est de la ville du Cap au sud de la N2, vers l'aéroport international du Cap, à l'est de Gugulethu et à l'ouest de Crossroads. Il est également situé à 16 km au sud de Bellville, de Goodwood et de Parow.

## Quartiers
Le township de Nyanga se divise en 4 secteurs  : Black City, KTC Informal, New Crossroads, Nyanga SP

## Démographie
Selon le recensement de 2011, Nyanga compte 57 996 habitants, essentiellement issus de la communauté bantou (98,79 %) de langue xhosa (90,24 %). Les Coloureds représentent 0,28 % des habitants et les blancs environ 0,20 % des résidents.

## Historique
Le township de Nyanga a été créé en 1946 pour loger les travailleurs migrants plus particulièrement bantouphones. À partir de 1952, il commence à accueillir des populations noires expulsées des villes voisines, Bellville, Goodwood et Parow, qui entreprennent d'éliminer leurs quartiers noirs ou racialement mixtes. À partir de 1955, en application du Group Areas Act, Nyanga devient officiellement un quartier destiné à concentrer les populations noires à l'écart des autres groupes de population (blancs, coloureds), en logeant prioritairement les nouveaux travailleurs migrants originaires du Transkei et du Ciskei afin de désengorger Langa, le plus vieux township de la région du Cap.
Dès la fin des années 1950, la superficie de Nyanga se révèle insuffisante ce qui amène les autorités à créer Nyanga West, une extension de Nyanga qui acquiert finalement le statut de township à part entière sous le nom de Gugulethu. La densification de ces quartiers continuent notamment avec l'afflux de populations noires, expulsées de quartiers re-classifiés blancs ou coloureds (District Six, Windermere, Athlone).
À la fin des années 1970 et durant les années 1980, Nyanga et Gugulethu sont des foyers de contestation de l'apartheid où recrutent les mouvements d'opposition tels le congrès national africain (ANC) et le congrès panafricain d'Azanie (PAC).

## Situation sociale
Nyanga est un quartier très difficile qui souffre de pauvreté et de chômage (56%). C'est aussi le quartier le plus dangereux d'Afrique du Sud en termes de criminalité et de délinquance ce qui lui a valu, dans les années 2010, le surnom de capitale du meurtre en Afrique du Sud avec notamment 262 meurtres comptabilisés pour la seule année 2012. C'est aussi un quartier très touché par le virus du Sida.

## Politique
Les quartiers de Nyanga se partagent entre le 13e arrondissement (sub council 13) et  le 14e arrondissement du Cap  (sub council 14). Ils se partagent également entre 4 circonscriptions municipales : 
- la circonscription municipale no 36 (Crossroads au sud de la N2, à l'est de New Eisleben Road et au nord de Lansdowne Road - Nyanga) dont le conseiller municipal est Depoutch Elese (ANC)[4].
- la circonscription municipale no 37 (Nyanga) dont le conseiller municipal est Theophilus Mangali (ANC)[5].
- la circonscription municipale no 38 (Gugulethu - Nyanga) dont le conseiller municipal est Luvuyo Zondani (ANC)[6].
- la circonscription municipale no 39 (Crossroads au sud-ouest de Klipfontein Road et Settlers Drive, au nord-ouest de New Eisleben Road, au nord-est de Miller Street et NY5 - Nyanga) dont le conseiller municipal est Khaya Yozi (ANC)[7].